# John Milton Glover
John Milton Glover (* 23. Juni 1852 in St. Louis, Missouri; † 20. Oktober 1929 in Pueblo, Colorado) war ein US-amerikanischer Politiker. Zwischen 1885 und 1889 vertrat er den Bundesstaat Missouri im US-Repräsentantenhaus.

## Werdegang
John Glover war ein Neffe des Kongressabgeordneten John Montgomery Glover (1822–1891). Er besuchte die öffentlichen Schulen seiner Heimat und studierte danach an der Washington University in St. Louis. Nach einem anschließenden Jurastudium und seiner Zulassung als Rechtsanwalt begann er in St. Louis in diesem Beruf zu arbeiten. Gleichzeitig schlug er als Mitglied der Demokratischen Partei eine politische Laufbahn ein. Bei den Kongresswahlen des Jahres 1884 wurde Glover im neunten Wahlbezirk von Missouri in das US-Repräsentantenhaus in Washington, D.C. gewählt, wo er am 4. März 1885 die Nachfolge von James Broadhead antrat. Nach einer Wiederwahl konnte er bis zum 3. März 1889 zwei Legislaturperioden im Kongress absolvieren.
Im Jahr 1888 strebte er erfolglos die Nominierung seiner Partei als Kandidat für die anstehende Gouverneurswahl in Missouri an. Bis 1909 praktizierte John Glover in St. Louis als Anwalt; danach verlegte er seinen Wohnsitz und seine Kanzlei nach Denver. Im Jahr 1926 zog er sich aus gesundheitlichen Gründen in den Ruhestand zurück. Er starb am 20. Oktober 1929 in Pueblo und wurde in St. Louis beigesetzt.